# 叉尾北美吸口魚
叉尾北美吸口魚（學名：Erimyzon tenuis）為輻鰭魚綱鯉形目亞口魚科的其中一種，為溫帶淡水魚，分布於北美洲美國阿拉巴馬州和佛羅里達州的黃溪到密西西比州和路易斯安那州的阿米特河流域，體長可達33公分，棲息在沙石底質的深潭、洄水區底層水域，生活習性不明。